# SC Gagnoa
Sporting Club de Gagnoa w skrócie SC Gagnoa – iworyjski klub piłkarski grający w pierwszej lidze iworyjskiej, mający siedzibę w mieście Gagnoa.

## Sukcesy
- Ligue 1[1]:
  - mistrzostwo (1): 1976

- Puchar Wybrzeża Kości Słoniowej[2]:
  - finał (7): 1971, 1975, 1978, 1979, 1984, 1985, 1990

- Coupe Houphouët-Boigny[3]:
  - zwycięstwo (1): 1978

## Występy w afrykańskich pucharach
| Sezon     | Rozgrywki                 | Runda       | Kraj                         | Klub                        | Dom | Wyjazd | Dwumecz                |
| --------- | ------------------------- | ----------- | ---------------------------- | --------------------------- | --- | ------ | ---------------------- |
| 1977      | Puchar Mistrzów           | 1           | Republika Środkowoafrykańska | AS Tempête Mocaf            | –   | –      | walkower dla SC Gagnoa |
| 1977      | Puchar Mistrzów           | 2           | Mali                         | Djoliba Athletic Club       | 1–3 | 1–1    | 2–4                    |
| 1979      | Puchar Zdobywców Pucharów | 1           | Liberia                      | Cedar United                | 3–1 | 1–0    | 4–1                    |
| 1979      | Puchar Zdobywców Pucharów | 2           | Nigeria                      | Bendel Insurance FC         | 0–1 | 0–1    | 0–2                    |
| 1986      | Puchar Zdobywców Pucharów | 1           | Togo                         | Foadan FC                   | 2–1 | 0–3    | 2–4                    |
| 1991      | Puchar Zdobywców Pucharów | 1           | Mali                         | Stade Malien                | 2–0 | 0–2    | 2–2 (k. 5–4)           |
| 1991      | Puchar Zdobywców Pucharów | 2           | Algieria                     | ES Sétif                    | 2–1 | 0–4    | 2–5                    |
| 1992      | Puchar CAF                | 1           | Republika Środkowoafrykańska | AS Petroca                  | 3–0 | 0–1    | 3–1                    |
| 1992      | Puchar CAF                | 2           | Kongo                        | Étoile du Congo             | 2–0 | 1–0    | 3–0                    |
| 1992      | Puchar CAF                | ćwierćfinał | Mozambik                     | Clube Ferroviário de Maputo | 0–2 | 1–3    | 1–5                    |
| 2016      | Puchar Konfederacji       | wstępna     | Mali                         | USFAS Bamako                | 2–0 | 0–0    | 2–0                    |
| 2016      | Puchar Konfederacji       | 1           | Algieria                     | MC Oran                     | 2–2 | 0–2    | 2–4                    |
| 2017      | Puchar Konfederacji       | wstępna     | Burkina Faso                 | AS SONABEL                  | 3–0 | 0–0    | 3–0                    |
| 2017      | Puchar Konfederacji       | 1           | Maroko                       | Maghreb Fez                 | 1–0 | 1–3    | 2–3                    |
| 2018/2019 | Liga Mistrzów             | wstępna     | Algieria                     | JS Saoura                   | 0–0 | 0–2    | 0–2                    |
| 2022/2023 | Puchar Konfederacji       | 1           | Liberia                      | LISCR FC                    | 3–1 | 0–0    | 3–1                    |
| 2022/2023 | Puchar Konfederacji       | 2           | Algieria                     | JS Saoura                   | 1–0 | 0–0    | 1–0                    |
| 2022/2023 | Puchar Konfederacji       | play-off    | Wybrzeże Kości Słoniowej     | ASEC Mimosas                | 2–3 | 0–2    | 2–5                    |

## Stadion
Domowe mecze klub rozgrywa na stadionie o nazwie Stade Victor Biaka Boda w Gagnoa. Stadion może pomieścić 5000 widzów.

## Reprezentanci kraju grający w klubie
Stan na styczeń 2023.
| - Salif Bagaté - Armand Boti Bi Tie - Abdoul Karim Cissé - Tiécoura Coulibaly - Bradji Dakouri - Inza Diabaté - Hervé Diomandé - Ayayi Folly - Serge Gogoua - Marc Goua - Abraham Guie Gneki - Guy Hoba - Mohamed Kaba - Simon Kangoh - Thierry Kassi | - Koffi Constant Kouamé - Habib Maïga - Francis Nda - Mohamed Sanogo Vieira - Banfa Sylla - Mohamed Sylla - Aimé Tchétché - William Togui - Éric Toh - Kévin Zougoula - Pacôme Zouzoua - Mouftaou Adou - Cheick Omar Ouédraogo - Frank Nagbe - Martin Nouwoklo |